# マングース科
マングース科（マングースか、Herpestidae）は、哺乳綱食肉目に属する科。

## 分布
アフリカ大陸から東南アジアにかけての地域を原産とする。西インド諸島、ハワイ、フィジーなどに、ネズミなどの駆除を目的として移入され、日本にもフイリマングースが1910年に沖縄本島に、1979年には奄美大島に移入された。

## 形態
尾は長く、頭胴長よりも長い種もいる。多くの種で明瞭な斑紋や斑点が入らないが、シママングース類やミーアキャットは縞模様が入る。
耳介は小型。歯列は門歯が上下6本、犬歯が上下2本、小臼歯が上顎6 - 8本・下顎4 - 8本、大臼歯が上顎4本・下顎2 - 4本で計34 - 40本。肛門の周辺に臭腺（肛門腺）がある。四肢は短い。指趾は4 - 5本で、爪を引っ込めることができない。指趾の間には水掻きがないか、あまり発達しない。
乳頭は腹部にあり、乳頭の数は4 - 6個。

## 分類
以前はジャコウネコ科の亜科とされていた。またマダガスカルマングース科のうちワオマングースやサラノマングースなどを本科に含めることもあった。
以下の分類・英名は、付記のない限りはMSW3 (Wozencraft, 2005) に従う。旧エジプトマングース属の構成種についてはPatou et al. (2009) に従う。和名は川田ら (2018, 2021) に従う。
- ヌママングース属 Atilax
  - Atilax paludinosus ヌママングース Marsh mongoose
- フサオマングース属 Bdeogale
  - Bdeogale crassicauda フサオマングース Bushy-tailed mongoose
  - Bdeogale jacksoni ジャクソンマングース Jackson's mongoose（クロアシマングースの亜種とする説もあり[5]）
  - Bdeogale nigripes クロアシマングース Black-footed mongoose
- クシマンセ属 Crossarchus
  - Crossarchus alexandri アレキサンダークシマンセ Alexander's kusimanse
  - Crossarchus ansorgei アンゴラクシマンセ Angolan kusimanse
  - Crossarchus obscurus クシマンセ Common kusimanse
  - Crossarchus platycephalus ベニンクシマンセ Flat-headed kusimanse
- キイロマングース属 Cynictis
  - Cynictis penicillata キイロマングース Yellow mongoose
- プゥサルグマングース属 Dologale
  - Dologale dybowskii プゥサルグマングース Pousargues's mongoose
- ホソマングース属 Galerella（エジプトマングース属に含める説もあり）
  - Galerella flavescens アンゴラホソマングース Angolan slender mongoose
  - Galerella ochracea ソマリホソマングース Somalian slender mongoose
  - Galerella pulverulenta ケープグレイマングース Cape gray mongoose
  - Galerella sanguinea ホソマングース Slender mongoose
- コビトマングース属 Helogale
  - Helogale hirtula ヒガシコビトマングース Ethiopian dwarf mongoose
  - Helogale parvula コビトマングース Common dwarf mongoose
- エジプトマングース属 Herpestes（アジア産とハナナガマングースをそれぞれ分割[7]）
  - Herpestes ichneumon エジプトマングース Egyptian mongoose
- シロオマングース属 Ichneumia
  - Ichneumia albicauda シロオマングース White-tailed mongoose
- リベリアマングース属 Liberiictus
  - Liberiictis kuhni リベリアマングース Liberian mongoose
- シママングース属 Mungos
  - Mungos gambianus ガンビアマングース Gambian mongoose
  - Mungos mungo シママングース Banded mongoose
- セラスマングース属 Paracynictis
  - Paracynictis selousi セラスマングース Selous's mongoose
- メラーマングース属 Rhynchogale
  - Rhynchogale melleri メラーマングース Meller's mongoose
- スリカータ属 Suricata
  - Suricata suricatta ミーアキャット Meerkat
- カニクイマングース属 Urva（アジア産をエジプトマングース属から分割[7]）
  - Urva auropunctata フイリマングース Small Indian mongoose[5]
  - Urva brachyura チビオマングース Short-tailed mongoose
  - Urva edwardsii ハイイロマングース Indian gray mongoose
  - Urva fusca インドトビイロマングース Indian brown mongoose
  - Urva javanica ジャワマングース Small Asian mongoose
  - Urva semitorquata クビワマングース Collared mongoose
  - Urva smithii アカマングース Ruddy mongoose
  - Urva urva カニクイマングース Crab-eating mongoose
  - Urva vitticolla クロスジマングース Stripe-necked mongoose
- ハナナガマングース属 Xenogale（エジプトマングース属から分割[7]）
  - Xenogale naso ハナナガマングース Long-nosed mongoose

## 生態
森林やサバンナ・砂漠などに生息する。多くの種は地表性だが、水棲・樹上棲に近い生活をする種もいる。昼行性や夜行性の種もいるが、多くの種は薄明薄暮性。主に単独で生活するが、シママングースなど一部の種では群れを形成し生活する。
昆虫、軟体動物、甲殻類、爬虫類、鳥類やその卵などを食べる。

## 人間との関係
狂犬病を媒介するとして駆除されたり、移入先では家禽を食害する害獣とみなされたり生態系を破壊したりすることもある。ネズミ類やハブなどの駆除を目的として移入された地域では、本来の駆除対象への効果は低い一方、移入種による農業被害や家禽被害が発生し深刻な問題となっている。
生息地の破壊、狩猟などにより生息数が減少している種もいる。

### マングース根絶の事例
2024年9月時点で、移入されたマングースの根絶に成功した島はカリブ海のFajou島（フランス領）など10島が知られている。
奄美大島では、「マングースは毒蛇のハブを退治する」と期待されて、1979年にフイリマングース約30匹が島内に持ち込まれた。しかし、マングースは実際にはハブを捕食することはほとんどない上に、国の特別天然記念物のアマミノクロウサギなど在来種を襲ったため、一転して「害獣」とされるようになった。
環境省では2005年に地元住民ら主体の捕獲専門チーム「奄美マングースバスターズ」を結成して、島内に約3万個のわなや、マングース探索犬、監視用のセンサーカメラ等による防除を進めた結果、最後に捕獲された2018年4月以降、マングースの生息情報がなくなった。
2024年2月、有識者検討会では「捕獲がない状況」が続いていることから根絶確率を98.8 - 99.8％と算出し、「現状であれば根絶したと判断できる」と仮評価した。同年9月、環境省は「根絶宣言」を発表した。専門家による検討会で「根絶した可能性が極めて高い」と評価したのを踏まえたもの。
1993年からの捕獲作業による捕獲数は32600匹に上った。

## 画像

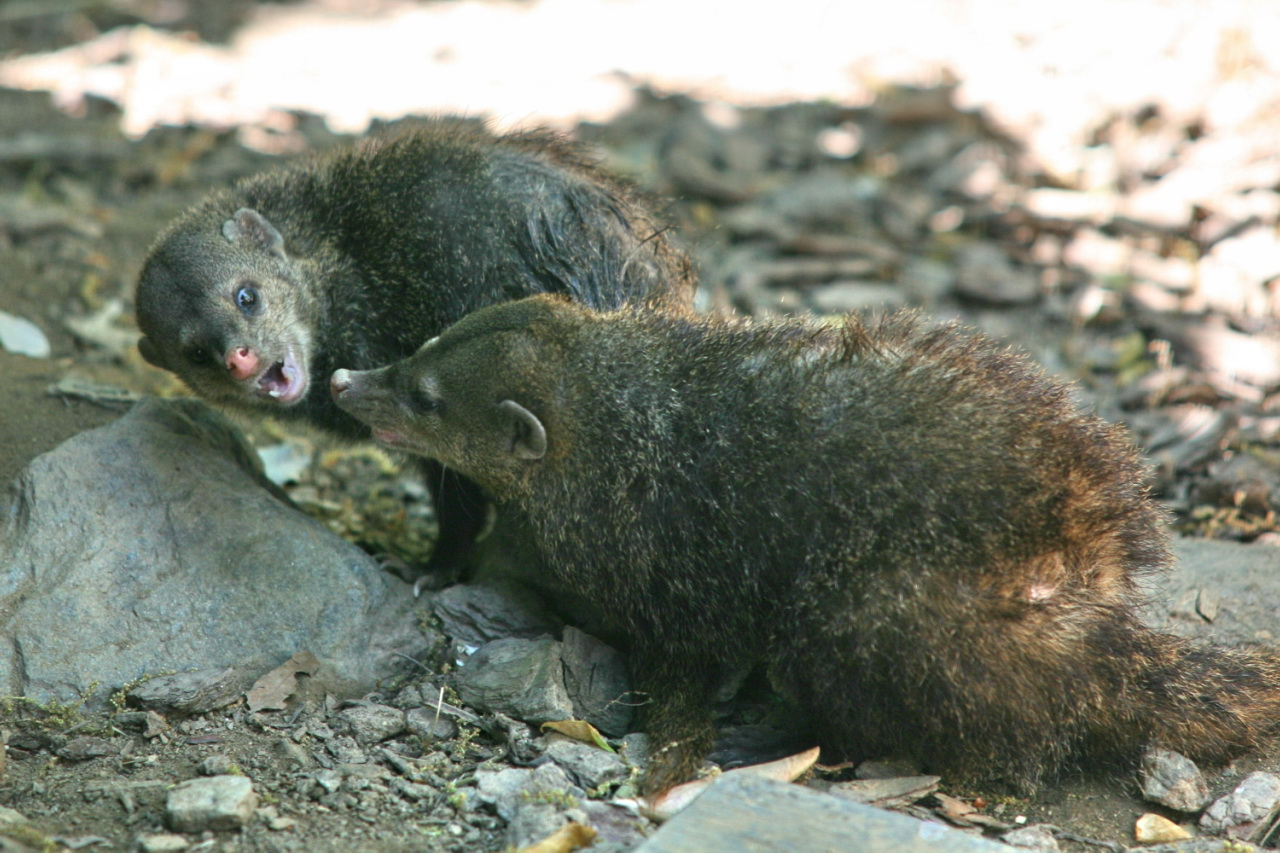
クシマンセ C. obscurus
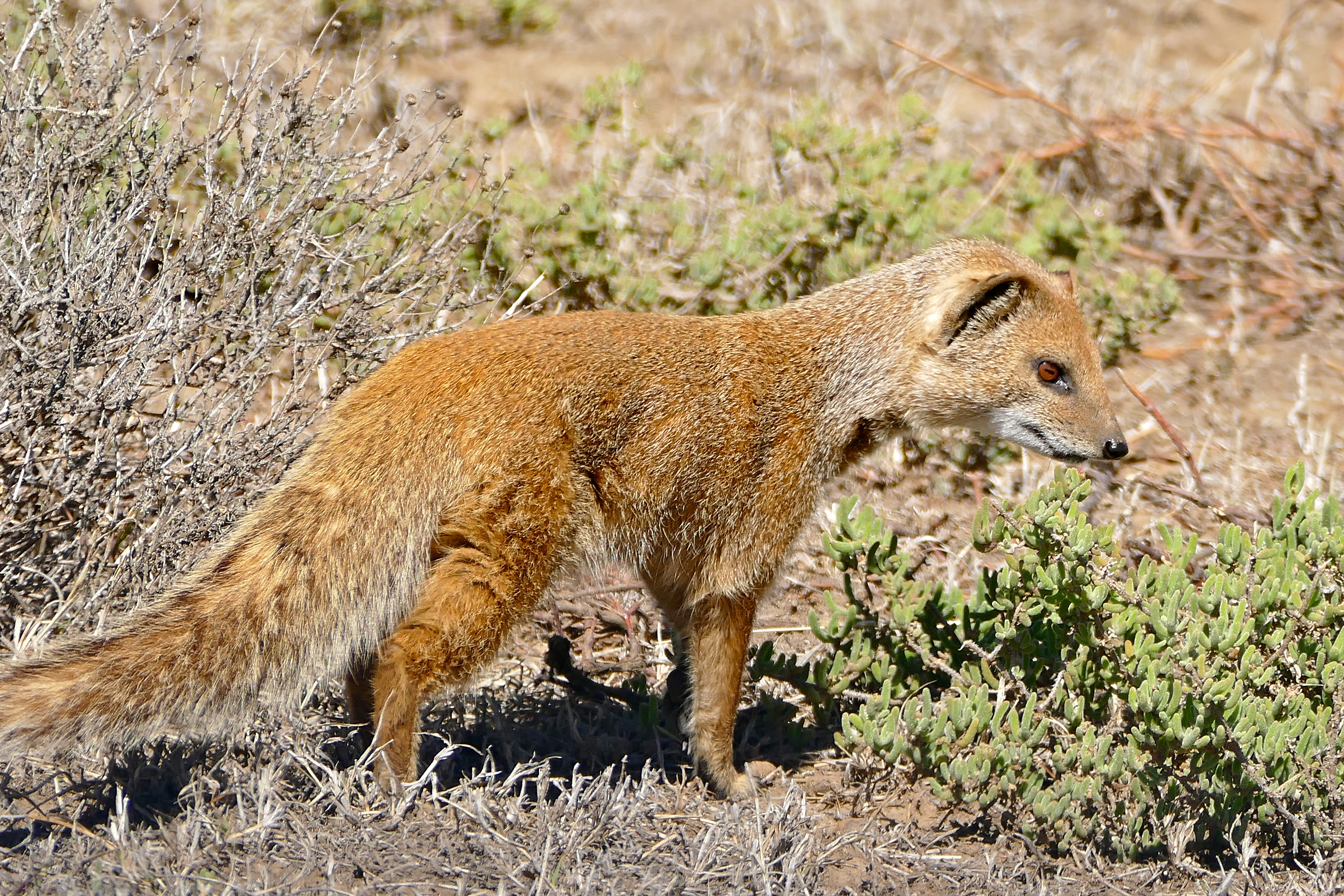
キイロマングース C. penicillata
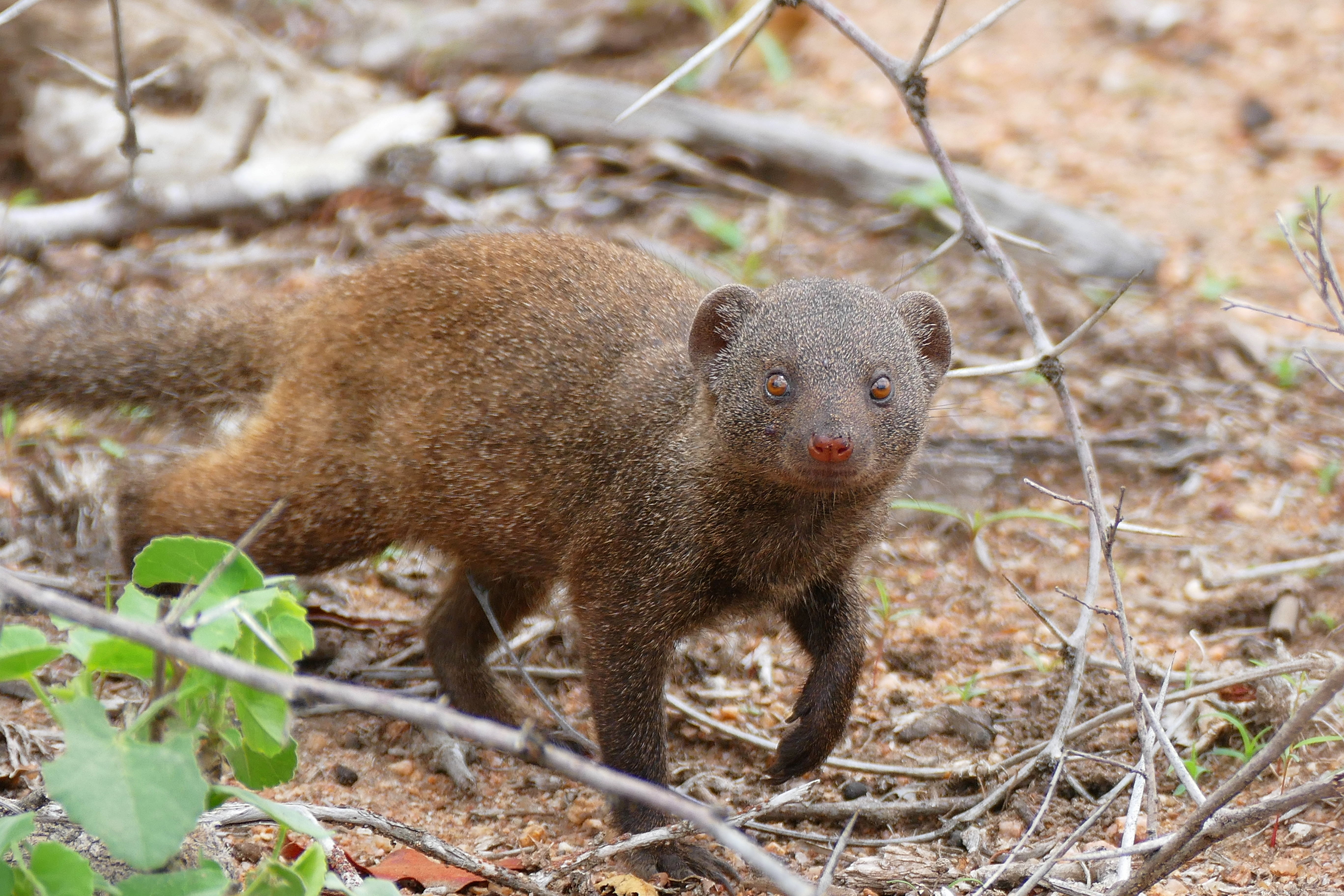
コビトマングース H. parvula
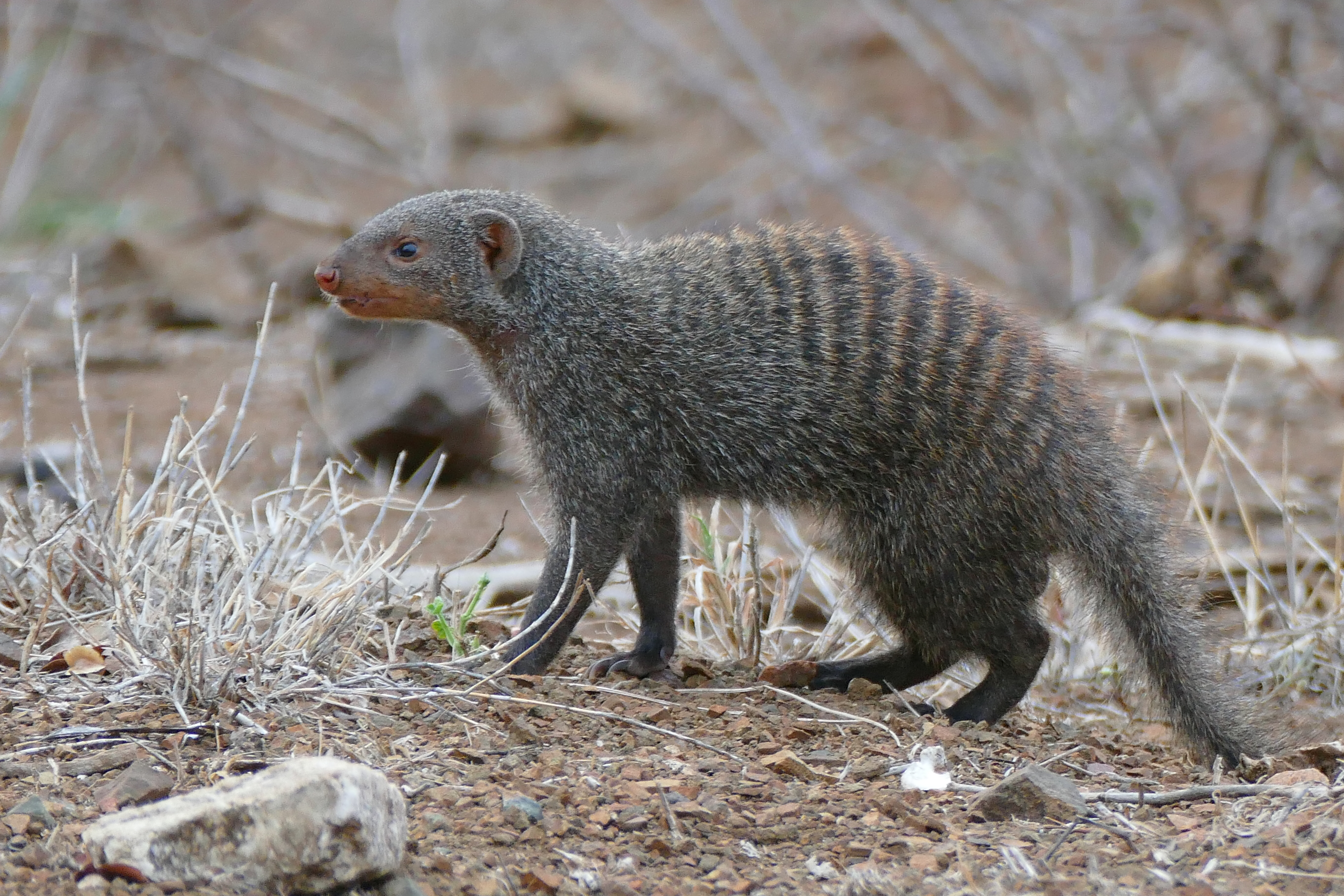
シママングース M. mungo
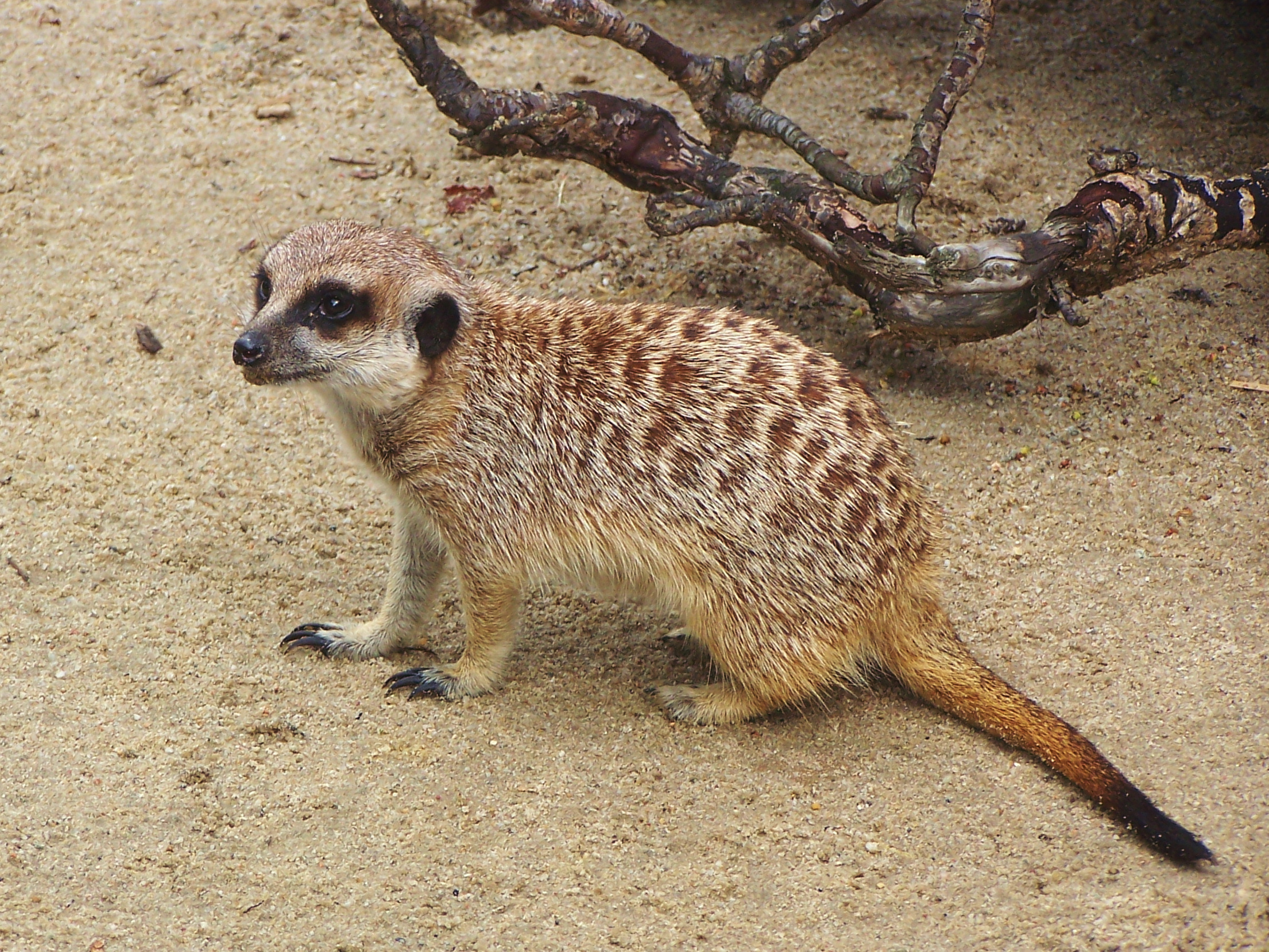
ミーアキャット S. suricatta